# Akwugo Emejulu
Akwugo Emejulu és professora de sociologia a la Universitat de Warwick. Especialitzada en la sociologia política, incloses les desigualtats a tot Europa i les campanyes de base per a dones de color.

## Vida i educació primerenques
Emejulu va completar la seva llicenciatura en ciències polítiques a la American University. Es va incorporar a la Universitat de Glasgow per als estudis de postgrau i va obtenir un Màster en Filosofia en Política Urbana. Es va traslladar a la Universitat de Strathclyde per obtenir el seu doctorat, que li va ser atorgat el 2010. La seva tesi doctoral considerava el desenvolupament comunitari com un discurs, d'identitat i pràctica socials als EUA i Regne Unit.

## Carrera
Emejulu va treballar com a organitzadora comunitària als Estats Units i al Regne Unit. Va ser professora titular a la Universitat d'Edimburg, i expressà la seva preocupació perquè el supremacisme blanc influís en el vot sobre el Brexit.
El 2017 Emejulu es va incorporar a la Universitat de Warwick com a professora de sociologia. Formant part d'un projecte de la Open Society Foundation anomenat Women of Color Resist. El projecte buscava mapar els processos que les dones de color utilitzen per a l'activisme. També treballà àmpliament amb Leah Bassel a la Universitat de Leicester.

## Llibres
- Emejulu, Akwugo. Community development as micropolitics : comparing theories, policies and politics in America and Britain.  Bristol University Press, Policy Press, 2015, p. 192. ISBN 9781447313182.
- Minority women and austerity : survival and resistance in France and Britain.  Policy Press, 2018, p. 168. ISBN 1447327144.
- Leah Bassel. MINORITY WOMEN AND AUSTERITY : survival and resistance in france and britain.  POLICY PRESS, 2018. ISBN 1447327144. OCLC 1007921857.
- To exist is to resist : Black feminism in Europe.  Pluto Press, 2019, p. 320. ISBN 9780745339481.